# Islamvänstern
Islamvänstern (franska: islamo-gauchisme) är ett uttryck som används i Frankrike som betecknar likgiltighet inför islamism som visas av vänsterpartier och vänsterprofiler inför radikal islamism eller vägran att inta en fast position mot radikal islamism av önskan att inte stigmatisera muslimer. Enligt sociologen Pierre-André Taguieff som intresserat sig för fenomenet sedan Al-Aqsa-intifadan i början av 2000-talet definieras begreppet som en allians mellan islamister och extremvänster avseende Israel–Palestina-konflikten. Enligt statsvetare Pascal Boniface(fr) är uttrycket ett" falskt koncept" för att fördöma de som kämpar mot ockupationen av Palestina.
Uttrycket användes första gången av Pierre-André Taguieff i sin bok La Nouvelle Judéophobie utgiven år 2002. Uttrycket anammades sedermera av högerextremister som såg både både islam och vänstern som fiender enligt Albert Wagener som är forskare vid Université de Rennes(fr). Parallellt började uttrycket även användas av kända franska tänkare som filosofen Elisabeth Badinter(fr) och journalisten Caroline Fourest(fr). För Fourest betecknar uttrycket "de som med identitetspolitiska idéer bekämpar universell feminism och sekularism". Uttrycket används även i opposition mot uttrycket islamofobi.
Uttrycket väckte uppmärksamhet när det i oktober 2020 efter terroristattentatet på Samuel Paty användes av Jean-Michel Blanquier(fr) som sade att "islamvänstern härjar på universiteten" och i  februari 2021 användes i parlamentets andra kammare av utbildningsminister Frédérique Vidal(fr) som påstod att fenomenet var utbrett inom akademin. Dessförinnan hade uttrycket använts av inrikesminister Gérald Darmanin och år 2017 av politikern Manuel Valls.
Enligt en opinionsundersökning gjord år 2021 av Odoxa(fr) anser 7 av 10 fransmän (69%) att det finns ett problem med "islamvänstern". Denna åsikt fanns i både bland tillfrågade med högerpartisympatier och mittenpartisympatier medan åsikterna var splittrade bland vänstersympatisörer.
Utbildningsminister Vidal tillkännagav att en studie för att undersöka fenomenet skulle göras av Centre national de la recherche scientifique (CNRS).